# René Meulensteen
Reinhard Jozef Petrus Meulensteen, detto René (Beugen, 25 marzo 1964), è un allenatore di calcio olandese.

## Biografia
È il padre del calciatore Melle Meulensteen.